# Вилки (Владимирская область)
Вилки — деревня во Владимирской области России, входит в состав муниципального образования город Владимир.

## География
Деревня расположена в 13 км на юго-восток от города Владимира.

## История
В конце XIX — начале XX века деревня входила в состав Погребищенской волости Владимирского уезда, с 1926 года — во Владимирской волости. 
В 1859 году в деревне числилось 16 дворов, в 1905 году — 26 дворов, в 1926 году — 36 хозяйств.
С 1929 года деревня входила в состав Злобинского сельсовета Владимирского района, с 1965 года — в составе Пригородного сельсовета Суздальского района. В 2005 году деревня вошла в состав муниципального образования город Владимир.

## Население
| 1859 | 1905 | 1926 |
| ---- | ---- | ---- |
| 101  | 114  | 144  |

| 1859 | 1905 | 1926 | 2002 | 2010 | 2021 |
| ---- | ---- | ---- | ---- | ---- | ---- |
| 101  | ↗114 | ↗144 | ↘0   | ↗15  | ↘13  |